# مايكل غسبورنينغ
مايكل غسبورنينغ (بالألمانية: Michael Gspurning) (2 مايو 1981 بغراتس في النمسا - ) هو لاعب كرة قدم نمساوي، يلعب في مركز حراسة المرمى. ولعب مع منتخب النمسا تحت 21 سنة لكرة القدم ومنتخب النمسا لكرة القدم. أما مع النوادي، فقد لعب مع أوستريا فيينا وأوسكو باشينغ وسكودا زانثي وسياتل ساوندرز وشالكه 04 وشتورم غراتس ونادي باوك ونادي بلاتانياس وشالكه 04 ب ونادي ليوبن ‏.

## مسيرته الكروية
لعب مايكل غسبورنينغ خلال مسيرته الاحترافية مع 10 أندية في عشرون موسمًا ولم يسجل خلالها أي هدف ضمن 226 مباراة. ولم يفز بأي موسم بالكأس أو بالدوري.
خاض مايكل غسبورنينغ مسيرته مع نادي أوستريا فيينا في موسم 2000–01 لمدة موسم واحد، لم يشارك في أي مباراة ولم يسجل أي هدف. ثم انتقل إلى نادي ليوبن ‏ في موسم 2001–02 واستمر معه طيلة ثلاثة مواسم، حيث شارك في 65 مباراة ولم يسجل أي هدف أيضًا. لينتقل بعدها إلى نادي أوسكو باشينغ في موسم 2004–05 واستمر معه طيلة ثلاثة مواسم، مشاركًا في 7 مباريات ولم يسجل أي هدف أيضًا. ثم انتقل إلى نادي سكودا زانثي في موسم 2007–08 ليلعب معه خمسة مواسم، مشاركًا في 89 مباراة ولم يسجل أي هدف أيضًا. هذا وانتقل لاحقًا إلى Seattle Sounders (1994–2008) ‏ في عامي 2012-2014 ولمدة موسمين، مشاركًا في 49 مباراة ولم يسجل أي هدف أيضًا. ثم انتقل بعدها إلى نادي باوك في موسم 2013–14 لمدة موسم واحد، مشاركًا في مباراة ولم يسجل أي هدف أيضًا. ليعود وينتقل من جديد، لكن هذه المرة إلى نادي شالكه 04 ب في موسم 2014–15 لمدة موسم واحد، مشاركًا في 15 مباراة ولم يسجل أي هدف أيضًا. لينتقل بعدها إلى نادي شالكه 04 في موسم 2015–16 لمدة موسم واحد، لم يشارك في أي مباراة ولم يسجل أي هدف أيضًا. ثم لعب في نادي يونيون برلين في موسم 2016–17 ولمدة موسمين، لم يشارك في أي مباراة ولم يسجل أي هدف أيضًا.

## روابط خارجية
- مايكل غسبورنينغ على موقع الاتحاد الدولي (مؤرشف)  (الإنجليزية)
- مايكل غسبورنينغ على موقع الدوري الأمريكي (الإنجليزية)
- مايكل غسبورنينغ على موقع قاعدة بيانات كرة القدم.إي يو (الإنجليزية)
- مايكل غسبورنينغ على موقع ناشيونال فوتبول تيمز (الإنجليزية)
- مايكل غسبورنينغ على موقع Soccerway.com (الإنجليزية)
- مايكل غسبورنينغ على موقع عالم كرة القدم.نت (الإنجليزية)
- مايكل غسبورنينغ على موقع AS.com (الإسبانية)